# حزمة موارد جافا
حزمة الموارد هي عبارة عن ملف جافا .properties يحتوي على بيانات خاصة بالومقع المحلي . إنها طريقة لتدويل تطبيق Java بجعل الكود مستقلاً عن اللغة الموقعية.

## فوائد استخدام حزم الموارد
استخراج كائنات حساسة للإعدادات الموقعيّة مثل االنصوص من الكود (على عكس الترميز الثابت لها) يعني أن التطبيق يمكنه التعامل مع لغات متعددة دون الحاجة إلى كتابة تعليمات برمجية مختلفة لكل لغة. وهذا يعني أيضًا أنه يمكن للمترجمين التعامل مع النص القابل للترجمة فقط وليس رمز البرمجة. لذلك، باستخدام حزم الموارد يحسن التدويل والتعريب عملية منتج البرنامج.

## ترجمة حِزمة موارد
يمكن لبعض أدوات CAT مثل OmegaT و OmegaT +  Swordfish أو Sun's Open language tools التعامل على وجه التحديد مع حزم الموارد. بالإضافة إلى ذلك، يمكن للمترجمين استخدام أي محرر نصوص لإنشاء حزم موارد جديدة أو لتعديل المجموعات الموجودة.

## أدوات لإنشاء حزم الموارد
مترجم الرسائل  هو أداة لإنشاء ملفات حزمة الموارد من ملف مصدر واحد يحتوي على تعريفات نصية مترجمة بلغات مختلفة. ينشئ مترجم الرسائل أيضًا تعريفات ثابتة للمفاتيح المستخدمة للوصول إلى النصوص المترجمة باستخدام طرق فئة Java ResourceBundle (6) و ResourceBundle (7) وصفحات توثيق HTML لكل لغة.